# Хуттыяха
Хуттыяха — река в России, протекает по территории Ямало-Ненецкого автономного округа. Устье реки находится в 222 км по правому берегу реки Таз. Длина реки составляет 67 км.
Притоки: Правая Хуттыяха, Левая Хуттыяха, Мелкая

## Данные водного реестра
По данным государственного водного реестра России относится к Нижнеобскому бассейновому округу, водохозяйственный участок реки — Таз, речной подбассейн реки — подбассейн отсутствует. Речной бассейн реки — Таз.
Код объекта в государственном водном реестре — 15050000112115300070240.